# Dragon (papillon)
Harpyia milhauseri
Pour les articles homonymes, voir Dragon.
Espèce
Le Dragon, Harpyia milhauseri, est une espèce de lépidoptères appartenant à la famille des Notodontidae.
- Répartition : Europe.
- Envergure du mâle : 20 à 23 mm.
- Période de vol : d’avril à août, une ou deux générations.
- Habitat : forêts de chênes.
- Plantes-hôtes : Quercus, aussi sur hêtre Fagus sylvatica, bouleaux Betula[1].

## Source
- P.C. Rougeot, P. Viette, Guide des papillons nocturnes d'Europe et d'Afrique du Nord, Delachaux et Niestlé, Lausanne 1978.